# 马杜普尔
马杜普尔（Madhupur），是印度贾坎德邦Deoghar县的一个城镇。总人口47349（2001年）。

## 人口
该地2001年总人口47349人，其中男性25235人，女性22114人；0—6岁人口7507人，其中男3901人，女3606人；识字率63.42%，其中男性为71.48%，女性为54.23%。